# Véronique Grenier
Véronique Grenier, née le 22 octobre 1981 à Magog, est autrice, conférencière, chroniqueuse et enseignante au collégial.

## Biographie
Autrice, chroniqueuse, conférencière et enseignante au collégial, Véronique Grenier est l’autrice, aux Éditions de Ta Mère, des recueils de poésie Carnet de parc (2019) et Chenous (2017) et du récit Hiroshimoi (2016), paru aussi en Suisse chez Paulette éditrice, en novembre 2017. Elle a également publié un recueil de poésie jeunesse à La courte échelle, Colle-moi (2020),,,,.
Véronique Grenier a collaboré à quelques collectifs (Sous la ceinture : unis pour vaincre la culture du viol, Québec Amérique ; Libérer la colère, Remue-Ménage ; Avec pas une cenne, Québec Amérique ; Ce qu'un jeune mari devrait savoir, Éditions Marchand De feuilles), aux revues Art Le Sabord, Les Écrits, XYZ. La revue de la nouvelle, Jet d’encre et Exit, à la pièce de théâtre Strindberg (printemps 2019, mise en scène de Luce Pelletier) et à la section « Idées » du journal Le Devoir, de l’automne 2020 au printemps 2021.
Professeure de philosophie au Cégep de Sherbrooke depuis 2009, Véronique Grenier a aussi été chroniqueuse — notamment à titre de « philosophe de circonstance » à l’émission Et si on se faisait du bien, ICI Radio-Canada en 2018) et blogueuse (Les p’tits pis moé et Urbania).
Ses implications sociales sont également nombreuses et importantes, notamment auprès d’Arrimage Estrie, des Centres d’aide et de lutte contre les agressions à caractère sexuel (CALACS), du Conseil du statut de la femme, du Musée des beaux-arts de Montréal pour le projet Éduc’Art. À cet effet, en 2016, elle est co-porte-parole de la campagne nationale « Sans oui, c’est non » pour contrer les violences à caractère sexuel. Elle réalise en 2017, une œuvre littéraire originale, sous forme de narration dans le cadre de l'exposition Le Temps file au Musée national des beaux-arts du Québec.
En 2015, elle est récipiendaire du prix « Coup de cœur » du Conseil de la culture de l’Estrie en 2015. En 2017, elle est lauréate du prix Jean-Claude-Simard de la société de philosophie du Québec. En 2018, elle obtient le mérite estrien et finalement, en 2020, elle est lauréate du Grand Prix du livre de la ville de Sherbrooke.

## Œuvres

### Essai
- À boutte - une exploration de nos fatigues ordinaires, Montréal, Atelier 10, 2022, 82 p. (ISBN:  (ISBN 978-2-89759-677-4, 978-2-89759-678-1 et 978-2-89759-679-8)

### Poésie
- Hiroshimoi, Montréal, Éditions de Ta Mère, 2016, 65 p.  (ISBN 9782923553900, 9782923553962 et 9782923553917)
- Hiroshimoi, Suisse, Paulette éditrice, 2017, 88 p.  (ISBN 978-2-940575-10-7)
- Hiroshimoi (livre-audio), Éditions de Ta Mère et Transitor Média, 2021  (ISBN 978-2-925110-14-9) - avec une musique originale de KROY[9]
- Chenous, Montréal, Éditions de Ta Mère, 2017, 55 p.  (ISBN 9782924670170, 9782924670187 et 9782924670194)
- Carnet de parc, Éditions de Ta Mère, 2019, 89 p.  (ISBN 9782924670682, 9782924670699 et 9782924670705)

### Littérature jeunesse
- Colle-moi, poésie jeunesse, Montréal, La Courte échelle, 2020, 47 p.  (ISBN 9782897743307 et 2897743301)
- Colle-moi (livre-audio), poésie jeunesse, Montréal, La Courte échelle et Studio Bulldog, 2021.

### Théâtre
- Strindberg, Espace Go, mise en scène de Luce Pelletier, avec Anaïs Barbeau-Lavalette, Rachel Graton, Emmanuelle Jimenez, Suzanne Lebeau, Catherine Léger, Marie-Louise B. Mumbu, Anne-Marie Olivier et Jennifer Trembla, 2019[10].

### Collaborations
- Sous la ceinture : unis pour vaincre la culture du viol, sous la direction de Nancy B.-Pilon, Montréal, Québec Amérique, 2016, 178 p.  (ISBN 9782764432037, 9782764432501 et 9782764432518)
- Enough, dans Libérer la colère, dirigé par Geneviève Morand et Natalie-Ann Roy, avec des illustrations de Natalie-Ann Roy, Montréal, Éditions du remue-ménage, 2018, 207 p.  (ISBN 9782890916203, 9782890916210 et 9782890916227)
- Le dépanneur dans Avec pas une cenne : récits de voyage, sous la direction de Mélissa Verreault, Montréal, Québec Amérique, 2019, 209 p.  (ISBN 9782764437254, 9782764437261 et 9782764437278)
- Ce qu'un jeune mari devrait savoir, une œuvre collective, Martine Delvaux ; Mélodie Nelson ; Léa Stréliski ; Lili Boisvert ; Ariane Lessard ; Roseline Lambert ; Véronique Grenier ; Mikella Nicol ; Jolène Ruest ; Simon Boulerice ; Heather O'Neill ; Rose-Aimée Automne T. Morin ; Patrick Watson ; Coco Belliveau ; Stella Adjokê ; Martina Chumova ; Eli Tareq El Bechelany-Lynch ; Stéphanie Boulay, Montréal, Éditions Marchand De Feuilles, 2021, 300 p.  (ISBN 9782925059134 et 9782925059134)

## Anthologies
"Véronique Grenier" in BELL, Vanessa et CORMIER-Larose, Catherine (dir.). Anthologie de la poésie actuelle des femmes au Québec 2000-2020, Montréal, Éditions du Remue-Ménage, mars 2021, p. 116-119.
« En fait… » (extrait du recueil Colle-moi, p. 25), Anthologie junior, Les voix de la poésie, automne 2020.

## Prix et honneurs
- 2015 : Récipiendaire : Prix « Coup de cœur » du Conseil de la culture de l’Estrie[13]
- 2017 : Récipiendaire : Prix Jean-Claude-Simard de la société de philosophie du Québec[7]
- 2018 : Récipiendaire : Mérite estrien (Pour sa carrière comme auteure, chroniqueuse et militante)[14],[15],[1]
- 2020 : Récipiendaire : Grand Prix du livre de la Ville de Sherbrooke (Pour Carnet de parc)[16]
- 2021 : Récipiendaire: Prix littéraire des enseignant.e.s de français - catégorie poésie (Pour Colle-moi)[17]
- 2021 : Récipiendaire: Prix Suzanne-Pouliot et Antoine-Sirois (Pour Colle-moi)[18]
- 2021 : Finaliste : Prix des libraires du Québec Jeunesse (Pour Colle-moi)[19]
- 2021 : Finaliste : Prix TD pour l'enfance et la jeunesse (Pour Colle-moi)[20]
- 2021 : Finaliste : Prix du livre jeunesse des Bibliothèques de Montréal (Pour Colle-moi)[21]
- 2021 : Finaliste : Prix Alvine-Bélisle (Pour Colle-moi)[22]